# Oklahomaterritoriet
Oklahomaterritoriet (engelska: Oklahoma Territory) var ett amerikanskt territorium. Det existerade från 2 maj 1890 och fram till 16 november 1907, då det slogs samman med Indianterritoriet och bildade den amerikanska delstaten Oklahoma.